# Theudis
Theudis (en gotique 𐌸𐌹𐌿𐌳𐌴𐌹𐍃/Þiudeis) est roi wisigoth d'Hispanie et de Septimanie de 531 à 548.

## Biographie
Selon Jordanès, Theudis, écuyer (armigerus) du roi des Ostrogoths Théodoric le Grand, est nommé par ce dernier tuteur du jeune Amalaric, fils et successeur du roi des Wisigoths Alaric II, battu et tué en 507 par Clovis, roi des Francs. En Espagne, il épousera une riche héritière appartenant à une famille sénatoriale hispano-romaine.
En décembre 531, à la mort d'Amalaric, assassiné par ses propres soldats après sa défaite contre les Francs à Narbonne, Theudis monte sur le trône wisigothique et fixe sa capitale à Barcelone. Roi modéré, juste et prudent, il continue à combattre les Francs avec succès mais se heurte aux Basques révoltés, ainsi qu'à un soulèvement des grands propriétaires terriens de la Bétique catholique et romaine (fin en 549). Pour contrer une éventuelle invasion byzantine en Bétique, il attaque Ceuta, encercle la forteresse mais doit lever le siège.
Il meurt assassiné, poignardé dans son palais de Séville par un déséquilibré. Ces dernières paroles sont d'ordonner que l'on pardonne à son agresseur qui n'est selon lui qu'un dément irresponsable. Theudigisel, l'un de ses généraux, lui succède.

### Biographie

#### Sources anciennes
- Isidore de Séville, Historia Gothorum, (Histoire Goth, 41–44.).
- Jordanès, Histoire des Goths (Remacle.org).

#### Sources modernes
- Roger Collins, Visigothic Spain, 409–711, Blackwell Publishing, 2004.
- Edward A. Thompson, The Goths in Spain, Oxford, Clarendon Press, 1969.